# Pinacoteca nazionale di Bologna
La Pinacoteca nazionale di Bologna è un museo statale italiano. Ha sede a Bologna nell'ex noviziato gesuita, edificio storico che ospita anche l'Accademia di belle arti, e una sede distaccata presso Palazzo Pepoli Campogrande. La pinacoteca offre una vasta panoramica della pittura emiliana dal XIII al XVIII secolo; non mancano tuttavia testimonianze fondamentali di artisti non bolognesi che ebbero contatti con la città.
È di proprietà del Ministero della cultura, che dal 2019 la ha annoverata tra gli istituti museali dotati di autonomia speciale.

## Storia

### Le origini: l'Accademia Clementina e l'Appartamento del Gonfaloniere
Primo nucleo della futura Pinacoteca fu l'acquisto nel 1762, da parte di monsignor Giacomo Zambeccari, di otto tavole del primo Cinquecento provenienti dalla demolizione della chiesa di Santa Maria Maddalena, per l'Istituto delle Scienze e destinate ad essere conservate nell'Accademia Clementina, la sezione artistica dell'Istituto scientifico. Nel 1776, sempre per l'Accademia Clementina, vennero acquistate una dozzina di tavole trecentesche e di icone bizantine, provenienti dal lascito di Urbano Savorgnan, già site nell'Oratorio di San Filippo Neri.
Altro polo di conservazione cittadino fu l'Appartamento del Gonfaloniere nel Palazzo Pubblico, dove accanto ad opere come la Pala del Voto di Guido Reni, lì conservate per l'alto significato civico, vennero incamerati, fin dall'ultimo scorcio del Seicento, dipinti della scuola di Raffaello, di Lavinia Fontana e di Annibale Carracci.

### Quadreria dell'Accademia di belle arti
Nel 1796 con la caduta del regime pontificio e con la nuova legislazione repubblicana, che portò alla soppressione di numerosi conventi, di tutte le corporazioni dei mestieri e allo smantellamento delle sedi dell'antico regime, il senato bolognese decise di raccogliere i dipinti delle chiese e dei conventi soppressi e dell'Accademia delle Scienze in un'unica collezione, raccogliendo quasi un migliaio di opere, sistemate prima nell'ex Convento di San Vitale; poi nel 1802 presso l'ex noviziato gesuita di Sant'Ignazio nel Borgo della Paglia, attualmente via delle Belle Arti 56, realizzato nel 1726 da Alfonso Torreggiani, come quadreria della neonata Accademia nazionale di belle arti.

### Otto e Novecento

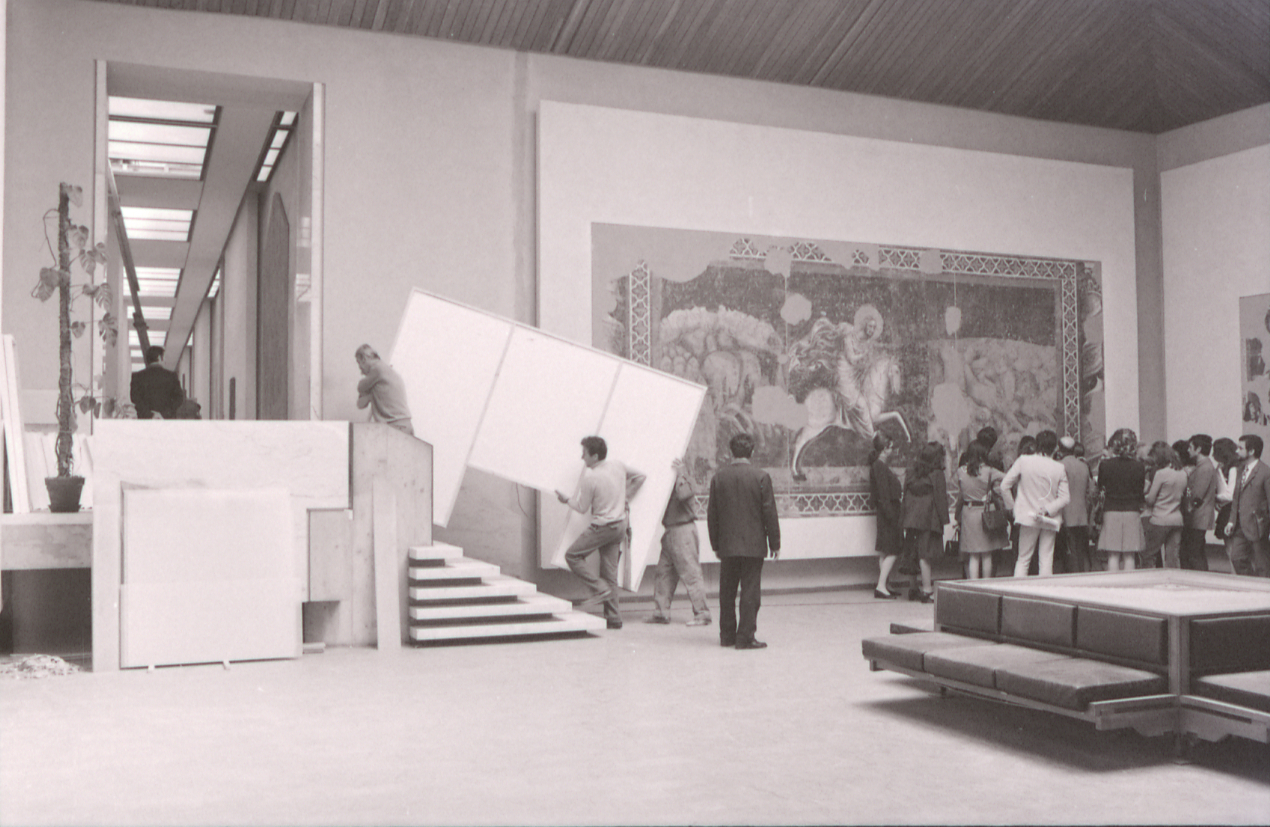
Sistemazione del salone degli affreschi, 1972

Con la caduta dell'Impero napoleonico nel 1815, molte opere requisite dai francesi a seguito delle spoliazioni napoleoniche ritornarono dal Louvre in città. A quel tempo risale il primo intervento di ampliamento ad opera di Leandro Marconi. Del 1826 fu il primo catalogo ad opera di Gaetano Giordani. Ampliata nel 1844, includendovi la cappella del Convento, affrescata nella volta con l'Apoteosi di Sant'Ignazio. Tra il 1867-68, vennero incamerati molti dipinti provenienti da altre soppressioni, nel 1875 venne aperta regolarmente al pubblico, nel 1882 la Quadreria venne resa autonoma dall'Accademia e, nel 1884, vennero acquistate le Collezioni Zambeccari.
Enrico Panzacchi è stato direttore della pinacoteca dal 1891 al 1896.
Ai primi del Novecento venne realizzata una nuova ala su progetto di Edoardo Collamarini. Alla fine degli anni sessanta, sotto il soprintendente Cesare Gnudi e su progetto di Leone Pancaldi, venne realizzato il Salone del Rinascimento e vennero collocati gli affreschi staccati della chiesetta di Sant'Apollonia di Mezzaratta. Nel 1997 la Pinacoteca è stata completamente rinnovata e adeguata agli standard europei, dotandola inoltre di uno spazio espositivo adibito esclusivamente alle mostre temporanee e all'attività didattica. La pinacoteca è oggi da annoverare tra le più moderne e importanti gallerie nazionali, conosciuta e apprezzata anche all'estero.

## Opere principali

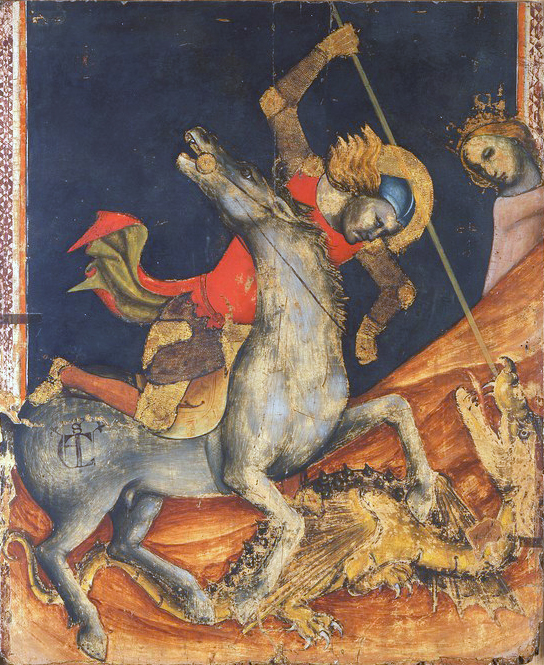
Vitale da Bologna, San Giorgio e il drago

### Atrio e scalone
- Gaetano Gandolfi, Le Nozze di Cana (1775), grande tela dal refettorio del convento di San Salvatore.

### Dal Duecento al Gotico
- Maestro giuntesco, Crocifisso
- Vitale da Bologna, San Giorgio e il drago (1330-1335 circa)
- Vitale da Bologna, Storie di sant'Antonio abate, quattro tavole, (1340 circa)
- Pseudo Jacopino di Francesco, Incoronazione della Vergine e santi, polittico
- Giusto de' Menabuoi, Sant'Ambrogio
- Simone dei Crocifissi, Madonna col Bambino, angeli e il donatore Giovanni da Piacenza (1378 circa)
- Simone dei Crocifissi, Sant'Elena in adorazione della Croce ed una monaca (1375-1380)
- Simone dei Crocifissi, Polittico, (1365-1370) già in S. Domenico
- Giovanni di Pietro Falloppi (Giovanni da Modena), Crocifisso su tavola sagomata, dalla chiesa di San Francesco
- Andrea de' Bartoli, Madonna col Bambino e Angeli, trittico (1360 circa)
- Jacopo di Paolo, Crocifissione di Cristo (1400-1410)

### Saletta di Giotto e dei "forestieri"

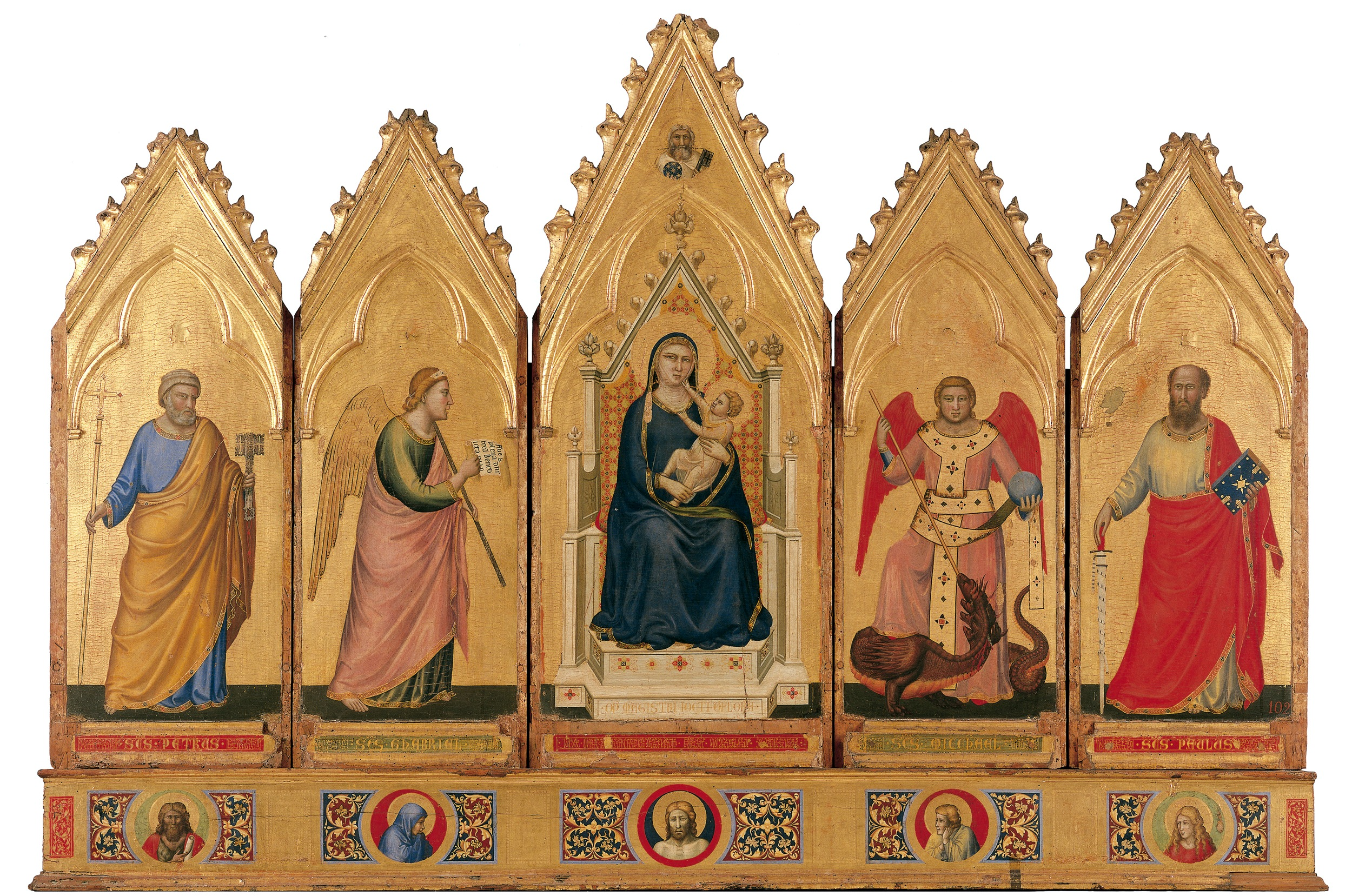
Giotto, Madonna col Bambino e Santi (Polittico di Bologna)

- Giotto, Madonna col Bambino e Santi, polittico (firmato) dal monastero degli Angeli;
- Rinaldo di Ranuccio, Crocifisso su tavola sagomata, dalla collezione Volpi.
- Lorenzo Monaco, Madonna col Bambino in trono e angeli (1402-1403 circa)

### "Il tramonto del Gotico"
- Lippo di Dalmasio, Madonna col Bambino e santi, trittico;
- Pietro di Giovanni Lianori, Madonna col Bambino in trono e santi (firmato e datato 1433), polittico;
- Michele di Matteo, Crocifisso su tavola sagomata;
- Giovanni di Pietro Falloppi, (Giovanni da Modena), Crocifisso, tempera su tavolo e oro;
- Giovanni di Pietro Falloppi, (Giovanni da Modena), San Bernardino da Siena e storie della sua vita, tempera su tela.

### Salone degli affreschi

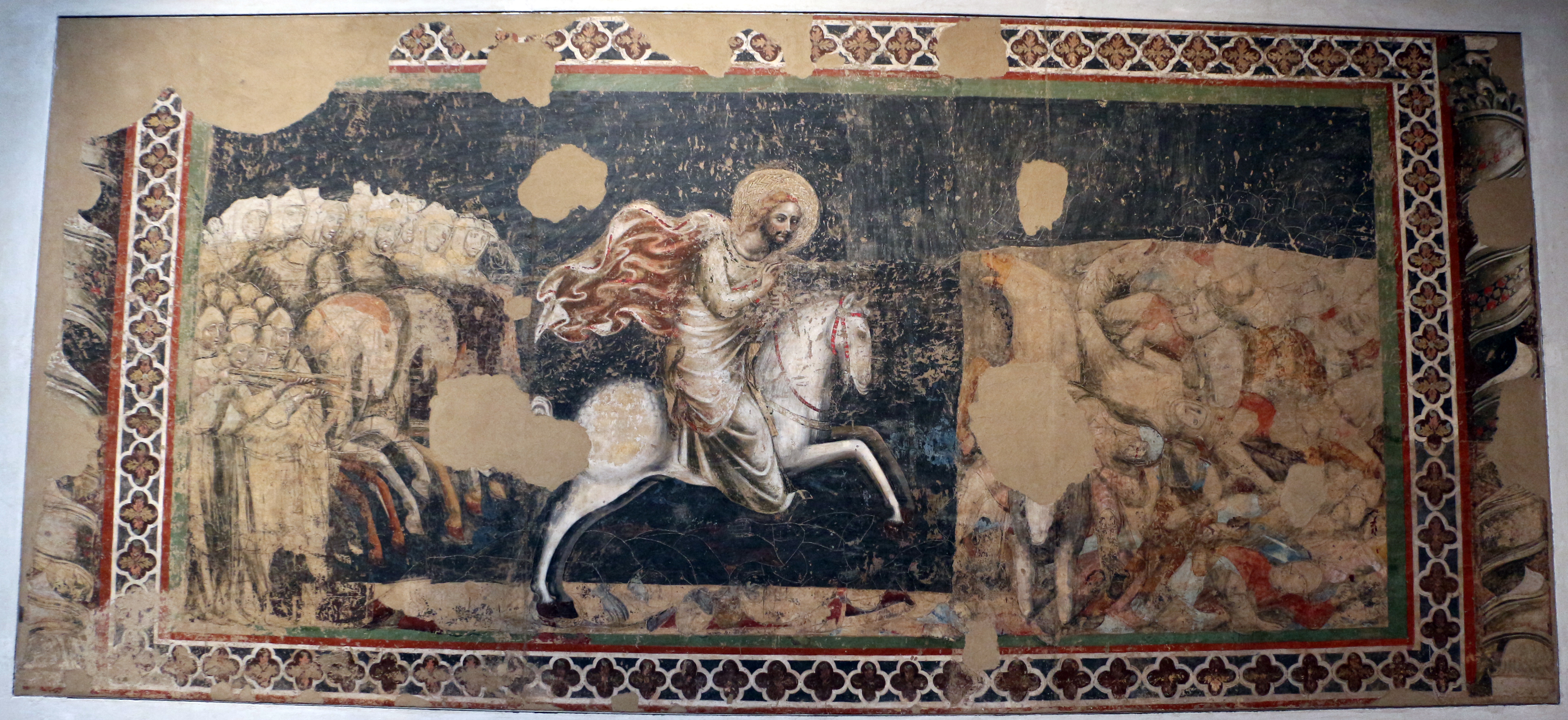
Pseudo-Jacopino, San Giacomo alla battaglia di Clavijo (1315-20 ca.)

- Francesco da Rimini, Miracolo di san Francesco, dal convento di San Francesco
- Vitale da Bologna, Ultima cena (1340 circa), dal convento di San Francesco
- Vitale da Bologna, Madonna col Bambino, detta Madonna del Ricamo
- Pseudo Jacopino di Francesco, San Giacomo alla battaglia di Clavijo (1315-20 ca.), dalla chiesa di San Giacomo.

### Sale di Mezzaratta
Sinopie e affreschi staccati dalla chiesa di Santa Apollonia di Mezzaratta:
- Vitale da Bologna, Annunciazione, Natività e Battesimo di Cristo
- Simone dei Crocifissi, Jacobus, Pseudo Jacopino di Francesco (attr.), Cristoforo da Bologna (attr.), Jacopo Avanzi, Storie del Vecchio Testamento e Storie della vita di Cristo.

### Sezione del Rinascimento

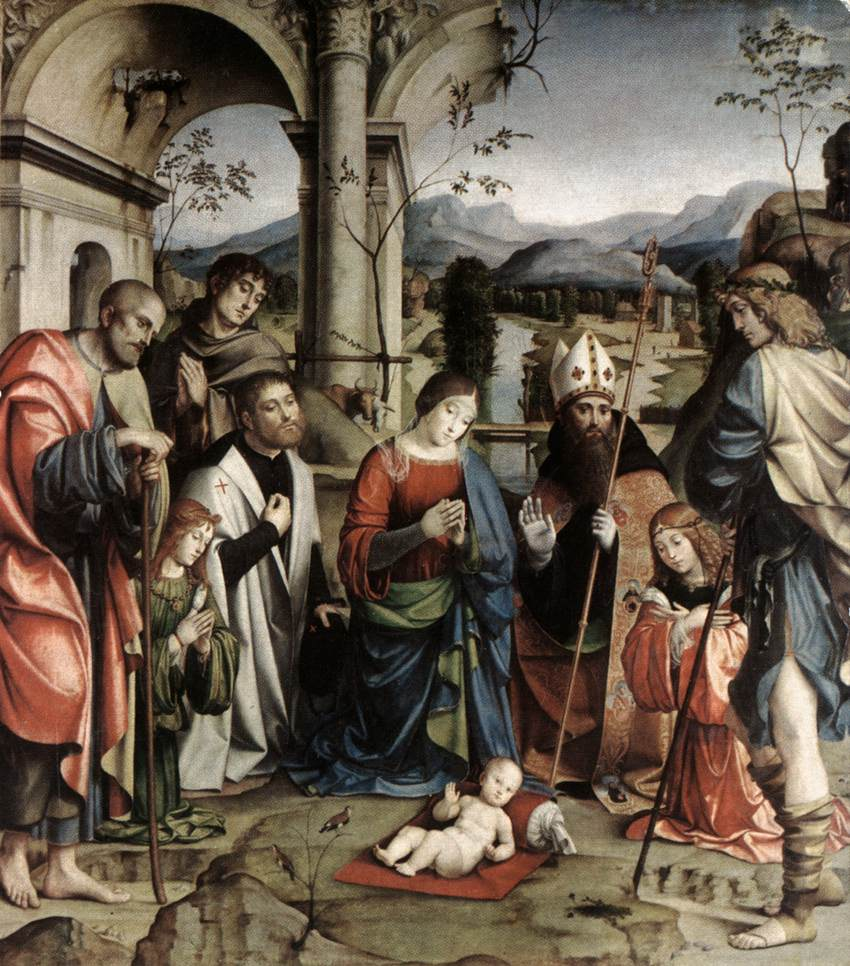
Francesco Francia (1498-1499), Il Bambino adorato dalla Vergine

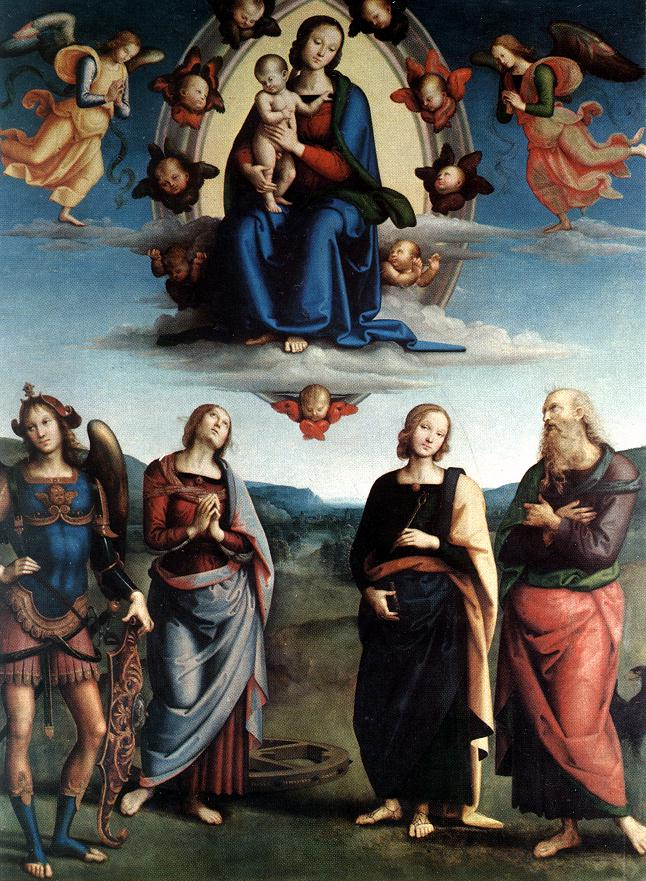
Perugino (1500), Madonna in gloria e santi

- Antonio e Bartolomeo Vivarini, Polittico della Certosa (1450)
- Cima da Conegliano, Madonna col Bambino
- Francesco del Cossa, Madonna col Bambino in trono fra i santi Petronio e Giovanni Evangelista e il committente Alberto Cattani, Pala dei Mercanti (1474)
- Ercole de' Roberti, Volto di Maddalena piangente, frammento degli affreschi della Cappella Garganelli (1478-1490)
- Ercole de' Roberti, San Michele Arcangelo (1470-1480 circa)
- Lorenzo Costa, Madonna col Bambino in trono tra i santi Petronio e Tecla (Pala di Santa Tecla) (1496)
- Lorenzo Costa, Sposalizio della Vergine e i santi Francesco e Anna (1505)
- Francesco Francia, Madonna col Bambino in trono e santi e la cimasa con Cristo in pietà fra due angeli (Pala Felicini) (1490 circa).
- Francesco Francia, Madonna col Bambino in trono e i santi Giorgio, Giovanni Battista, Agostino, Stefano e un angelo (Pala dei Manzuoli), dalla chiesa della Misericordia.
- Francesco Francia, Madonna col Bambino in trono e i santi Paolo, Francesco e Giovannino (Pala Scappi) (1495 circa)
- Francesco Francia, Il Bambino adorato dalla Vergine, dai santi Giuseppe, Agostino e Francesco e da due Angeli alla presenza di Anton Galeazzo e Alessandro Bentivoglio (Pala Bentivoglio) (1498-1499)
- Amico Aspertini, Adorazione dei Magi (1499 circa) dalla chiesa di Santa Maria Maddalena
- Amico Aspertini, Madonna col Bambino in trono, i santi Giovanni Battista, Girolamo, Francesco, Giorgio, Sebastiano, Eustachio e due committenti (Pala del Tirocinio) (1503-1504)
- Pietro Perugino, Madonna in gloria e santi, dalla chiesa di San Giovanni in Monte
- Raffaello, Estasi di Santa Cecilia, 1514-1516, dalla chiesa di San Giovanni in Monte
- Innocenzo da Imola, Madonna col Bambino in gloria e i santi Michele Arcangelo, Pietro e Benedetto (1517 circa)
- Bartolomeo Ramenghi (il Bagnacavallo), Sacra Famiglia con i santi Benedetto, Paolo e Maddalena (1524 circa)
- Tiziano Vecellio, Gesù Cristo e il buon ladrone (1563 circa)
- Jacopo Robusti, detto Tintoretto, Visitazione con i santi Giuseppe e Zaccaria (1550 circa), dalla chiesa di San Pietro Martire.

### Sezione del Manierismo
- Parmigianino, Madonna di Santa Margherita (1529-1530)
- Denijs Calvaert, Flagellazione di Cristo
- Bartolomeo Cesi, Madonna col Bambino in gloria adorata da santi
- Giorgio Vasari, Gesù Cristo in casa di Marta
- El Greco, Ultima Cena (1568)

### Sala dei Carracci

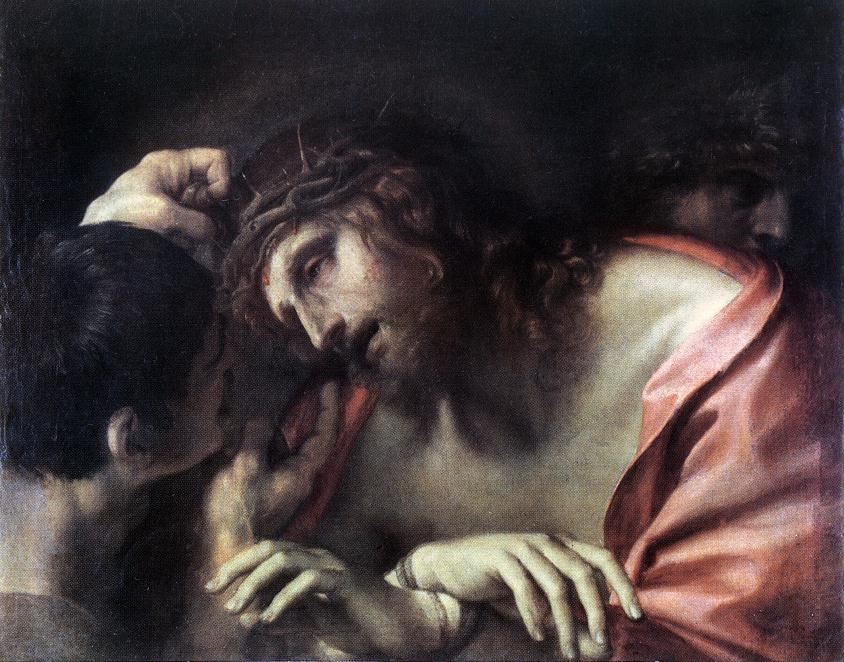
Annibale Carracci, Cristo incoronato di spine (1598-1600)

- Annibale Carracci Assunzione della Vergine (1592)
- Annibale Carracci, Madonna col Bambino in trono e i santi Ludovico, Alessio, Giovanni Battista, Caterina, Francesco e Chiara (Madonna di San Ludovico) (1590-1592), dal monastero di clausura dei santi Lodovico e Alessio
- Annibale Carracci, Madonna col Bambino in trono e i santi Giovannino, Giovanni Evangelista e Caterina d'Alessandria (Pala di San Giorgio) (1593)
- Annibale Carracci, Cristo incoronato di spine (o Cristo deriso) (1598-1600)
- Ludovico Carracci, Annunciazione (1584 circa)
- Ludovico Carracci, Predica del Battista (1592), da San Gerolamo della Certosa
- Ludovico Carracci, Probatica piscina (1595-1596), da San Giorgio in Poggiale
- Ludovico Carracci, Conversione di Saulo (Caduta di San Paolo) (1587-1588), dalla Basilica di San Francesco
- Ludovico Carracci, Madonna dei Bargellini (1588)
- Agostino Carracci, Comunione di san Girolamo (1592), da San Gerolamo della Certosa.

### Sala del Reni

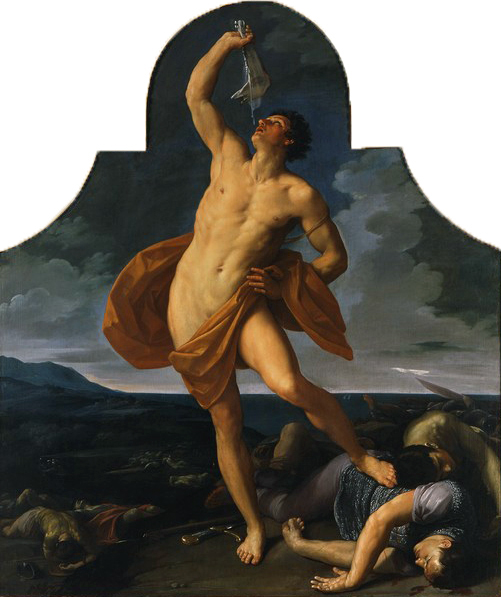
Guido Reni, Sansone vittorioso (1611)

- Guido Reni, Strage degli innocenti (1611), dalla Basilica di San Domenico
- Guido Reni, Sansone vittorioso (1611), dal Palazzo Pubblico
- Guido Reni, Gesù Cristo in pietà pianto dalla Madonna e adorato dai Santi Petronio, Francesco, Domenico, Procolo e Carlo Borromeo, detta "Pala dei Mendicanti" (1616)
- Guido Reni, Madonna col Bambino in gloria e i Santi Protettori di Bologna Petronio, Francesco, Ignazio, Francesco Saverio, Procolo e Floriano, detta "Pala della Peste" o "Pala del voto" (1631–1632)
- Guido Reni, San Sebastiano (1640-1642)

### Sale del Seicento

Domenichino (1619-1621), Martirio di San Pietro da Verona

- Simone Cantarini, Madonna in gloria e i Santi Giovanni Evangelista, Eufemia e Nicola da Tolentino (1630-1640)
- Giacomo Cavedoni, Madonna col Bambino in gloria e i Santi Alò e Petronio (1614)
- Domenichino, Martirio di San Pietro da Verona (1619-1621)
- Domenichino, Madonna del Rosario (1617-1625)
- Guercino, Madonna del Passero (1615-1616)
- Guercino, San Bruno in adorazione della Madonna col Bambino in gloria (1647)
- Guercino, San Guglielmo d'Aquitania riceve l'abito religioso da San Felice Vescovo, detto anche Vestizione di San Guglielmo (1620)
- Guercino, San Sebastiano curato da Irene (1619)
- Lucio Massari, Il ritorno del figliuol prodigo (1614)
- Mastelletta, Storie di santi (1610-1612)
- Mastelletta, Gesù Cristo servito dagli angeli (1615-1617)
- Mattia Preti, Sacrificio di Isacco (1650-1651)
- Elisabetta Sirani, Madonna col Bambino e San Giovannino e di Sant’Antonio da Padova in adorazione del Bambino (1662)
- Alessandro Tiarini, Compianto su Cristo morto (1617)
- Alessandro Tiarini, Sposalizio mistico di Santa Caterina e le Sante Barbara e Margherita (1630 circa)

### Sale del Settecento
- Vittorio Maria Bigari, Convito di Baldassarre, (1740)
- Vittorio Maria Bigari, Salomone incensa gli idoli, (1740 circa)
- Giuseppe Maria Crespi, Scena di fattoria (1709-1710)
- Giuseppe Maria Crespi, Cristo deriso (1735-1740)
- Giuseppe Maria Crespi, Ritratto di cacciatore (1730 circa)
- Donato Creti, San Giovanni Nepomuceno che stringe il Crocifisso
- Donato Creti, Tomba allegorica di Boyle, Locke e Sydenham (1729)
- Marcantonio Franceschini e Luigi Quaini, Le quattro stagioni (1716)
- James Barry, Filottete ferito sull'isola di Lemno (1770)